# Nana Adjoa
Nana Adjoa (Amsterdam, 1991), geboren als Nana Effa-Bekoe, is een Nederlands-Ghanese singer-songwriter en multi-instrumentalist.

## Jeugd en opleiding
Adjoa is de dochter van een Ghanese vader en een Nederlandse moeder. Tot haar zesde levensjaar woonde ze in de Amsterdamse Bijlmer, waarna ze naar de Hilversumse Meent in Het Gooi verhuisde. Haar ouders scheidden al vroeg en met haar vader ging Adjoa naar de Nederlands-Ghanese kerk in Diemen, waar soms ook live-muziek was. Samen met haar zusje en broertje woonde ze diensten bij in het Engels en de Ghanese taal Twi, een taal die ze niet verstond.
Thuis kwam Adjoa in aanraking met verschillende soorten muziek, waaronder Ghanese highlife, soul, r&b en reggae. Rond haar tiende levensjaar wilde Adjoa met vrienden een band beginnen en werd ze de basgitarist, omdat dat het enige instrument was dat nog vrij was. Ze ging naar gitaarles en kreeg thuis een paar lessen van haar moeder, die totdat Adjoa geboren werd ook basgitaar had gespeeld. Op school gebruikte Adjoa uit gemak de achternaam van haar moeder: Veenstra. Dat ze soms aangesproken werd met haar echte achternaam Effa-Bekoe, zette haar aan het denken over wie ze was en wie ze wilde zijn. Ze volgde de jazzopleiding aan het Conservatorium van Amsterdam.

## Carrière
Adjoa speelde jarenlang basgitaar in de bands A Polaroid View en Sue the Night, en bij zangeres Janne Schra, totdat ze besloot haar carrière als soloartiest voort te zetten. Nadat haar single Sometimes Love is Evil werd ontdekt door een paar Amerikaanse popblogs en een radiostation in Los Angeles haar muziek ging draaien, volgde een uitnodiging om te komen optreden. Ze had een kleine doorbraak en een solotour in de Verenigde Staten en Engeland, waar ze onder andere in Los Angeles, New York en Londen optrad. Ook kreeg haar album Big Dreaming Ants een positieve recensie in het Wall Street Journal Magazine. In Nederland trad Adjoa op op Pinkpop, Best Kept Secret, Eurosonic en het Noorderzon festival. Tevens was ze te zien op het Brussels Summer Festival en het Reeperbahn Festival in Hamburg. In 2021 verscheen ze als muzikant in de speelfilm ANNE+ en tourde ze door Nederland met haar album Big Dreaming Ants.

## Discografie

### Ep's en Albums
| Album met eventuele hitnotering(en) in de Nederlandse Album Top 100 | Datum van verschijnen | Datum van binnenkomst | Hoogste positie | Aantal weken | Opmerkingen |
| ------------------------------------------------------------------- | --------------------- | --------------------- | --------------- | ------------ | ----------- |
| Down At The Root Pt. 1                                              | 2017                  |                       |                 |              | ep          |
| Down At The Root Pt. 2                                              | 2018                  |                       |                 |              | ep          |
| Down At The Root                                                    | 2017                  |                       |                 |              |             |
| A Tale so Familiar                                                  | 2018                  |                       |                 |              | ep          |
| Big Dreaming Ants                                                   | 2020                  |                       |                 |              |             |
| Nana Adjoa Live                                                     | 2022                  |                       |                 |              |             |

### Singles
| Single met eventuele hitnotering(en) in de Nederlandse Top 40 | Datum van verschijnen | Datum van binnenkomst | Hoogste positie | Aantal weken | Opmerkingen |
| ------------------------------------------------------------- | --------------------- | --------------------- | --------------- | ------------ | ----------- |
| The Resolution                                                | 2017                  | -                     | -               | -            | -           |
| Late Bloomer                                                  | 2017                  | -                     | -               | -            | -           |
| No Sleep                                                      | 2017                  | -                     | -               | -            | -           |
| Carmen                                                        | 2017                  | -                     | -               | -            | -           |
| Honestly                                                      | 2018                  | -                     | -               | -            | -           |
| Part of It                                                    | 2018                  | -                     | -               | -            | -           |
| Three                                                         | 2018                  | -                     | -               | -            | -           |
| DOOA                                                          | 2018                  | -                     | -               | -            | -           |
| Sometimes Love is Evil                                        | 2018                  | -                     | -               | -            | -           |
| Three                                                         | 2018                  | -                     | -               | -            | -           |
| Love and Death                                                | 2019                  | -                     | -               | -            | -           |
| She's Stronger                                                | 2020                  | -                     | -               | -            | -           |
| Throw Stones                                                  | 2020                  | -                     | -               | -            | -           |
| No Room                                                       | 2020                  | -                     | -               | -            | -           |
| I Want To Change                                              | 2020                  | -                     | -               | -            | -           |
| Cardboard Castle                                              | 2020                  | -                     | -               | -            | -           |

## Onderscheidingen en nominaties
- Volkskrant-poptalent van het jaar 2021[6]
- NPR music Slingshot's 2021 Artists To Watch[7]
- Genomineerd voor een Edison Pop 2021 in de categorie Nieuwkomer voor haar album Big Dreaming Ants[8]
- Zilveren Notekraker 2021[9]